# Capanna Pian d'Alpe
La capanna Pian d'Alpe è un rifugio alpino situato nel comune di Serravalle (frazione Semione), nel Canton Ticino, nelle Alpi Lepontine a 1 764 m s.l.m.

## Storia
Fu inaugurata nel 1975, e fu ristrutturata nel 1998.

## Caratteristiche e informazioni
La capanna è disposta su due piani, con refettorio unico per un totale di 60 posti. Piano di cottura sia a legna, che a gas completa di utensili di cucina. Illuminazione con pannelli solari. Ampio piazzale esterno con tavoli e fontana.

## Accessi
- Loderio 360 m - Loderio è raggiungibile anche con i mezzi pubblici. - Tempo di percorrenza: 4 ore -Dislivello: 1 400 metri -Difficoltà: T2
- Alpe di Gardosa 1 255 m - L'Alpe di Gardosa è raggiungibile in auto. - Tempo di percorrenza: 1,30 ore -Dislivello: 500 metri -Difficoltà: T2
- Sobrio 1 128 m - Sobrio è raggiungibile anche con i mezzi pubblici. - Tempo di percorrenza: 2,30 ore - Dislivello: 600 metri - Difficoltà: T2.

## Ascensioni
- Matro 2 172 m - Tempo di percorrenza: 1,40 ore - Dislivello: 400 metri - Difficoltà: T3.

## Traversate
- Capanna Piandios 4,30 ore
- Capanna Gorda 6 ore